# Жми на газ — я хочу отрываться!
«Жми на газ — я хочу отрываться!» (нем. Gib Gas — Ich will Spaß!) — немецкий комедийный музыкальный фильм режиссёра Вольфганга Бюльда.

## Сюжет
Старшеклассник Робби (актёр Маркус Мерль) встречается со своими новым одноклассникам в мюнхенской школе, где замечает Тину (актриса Nena) и влюбляется в неё. Однако Тина больше заинтересована в Тино (актёр Эндрик Гербер), торговца кефалью и автомобилем. Пока Робби тщетно пытается завоевать сердце Тины, у неё уже есть другие планы: она хочет бросить школу и сбежать с Тино. Тино, однако, уезжает без Тины. Чтобы догнать его, Тина, не объясняя своих мотивов, заклинает Робби «нажать на газ», и на скутере Робби Тина и Робби бросаются в погоню. В процессе своего преследования они начинают нравиться друг другу все больше и больше.
Робби, поняв, что они всего лишь разъезжали по округе в погоне за Тино, уезжает. Тина встречает Робби в поезде, идущем в Венецию, где происходит действие финала.

## В ролях
- Габриэле Зузанне Кернер — Тина
- Маркус Мерль — Робби
- Энни Гербер — Тино

## Саундтреки фильма
- Markus — Ich will Spaß
- Markus — Ich bin heut’ böse
- Nena — Nur geträumt
- Morgenrot — Wenn Du willst
- Markus — Dampfer dampfen auf See, Flieger fliegen hoch im Himmel
- Nena — Vollmond
- Extrabreit — Superhelden
- Markus — Schön sind wir sowieso
- Nena — Ganz oben
- Markus feat. Nena — Kleine Taschenlampe brenn’
- Nena — Leuchtturm
- Nena — Tanz auf dem Vulkan
- Morgenrot — Feuerwehrmann